# COMSUBIN
COMSUBIN (Comando Raggruppamento Subacquei e Incursori " Teseo Tesei "; Comando de  buzos y asaltantes "Teseo Tesei") es la unidad de operaciones especiales de la Armada italiana.
Italia fue la primera nación en utilizar hombres rana y torpedos humanos. Las Divisiones de Asalto Naval de la Marina Real Italiana se consideran las precursoras de las Fuerzas Especiales Navales modernas. Su historial se remonta a la Primera Guerra Mundial y la operación contra el acorazado austriaco-húngaro Viribus Unitis en el puerto de Pula en 1918.
En la Segunda Guerra Mundial, las operaciones famosas incluyen la incursión de la bahía de Suda, Alejandría, Gibraltar y Malta.
El grupo de hombres rana de Italia se originó en 1938 como 1 a Flottiglia Mezzi d'Assalto, que se reformó en 1940 como Decima Flottiglia MAS.

## Historia
Después del fin de la Segunda Guerra Mundial, los vencedores prohibieron a Italia mantener personal de operaciones especiales. La Décima Flottiglia MAS fue disuelta pero la experiencia de entrenamiento acumulada durante la guerra no se perdió, se conservó en unidades esparcidas por la nueva Marina Militare.
- 1949: Italia se une al Consejo del Atlántico Norte.
- 1955: Italia ingresa en las Naciones Unidas. Las potencias aliadas cedieron. La Décima Flottiglia MAS fue reformada y tuvo varios nombres a medida que pasaban los años.
- 1960: Su nombre fue establecido como Comando Raggruppamento Subacquei ed Incursori Teseo Tesei en honor al mayor Teseo Tesei.

COMSUBIN tiene su base actualmente en tres destacamentos cerca del Golfo de La Spezia en la región de Liguria, noroeste de Italia. De acuerdo con sus tradiciones, el comando ha sido conocido durante mucho tiempo por la adquisición y el uso de armas no convencionales y armas pequeñas, como el Armalite AR-10.

## Organización
La sede brinda los servicios y el mantenimiento necesarios para que los grupos cumplan con sus misiones. Forma parte de la sede la Oficina de Investigación, que investiga, desarrolla y adquiere los materiales y medios que necesitan los grupos operativos.

### Grupo de asaltantes operativos
El Grupo de asaltantes operativos (Gruppo Operativo Incursori - GOI) es una unidad de fuerzas especiales italiana y se enfoca en operaciones marítimas especiales. Tienen cuatro asignaciones específicas:
- Ataques a buques mercantes y navales en el puerto o en el mar utilizando una multitud de sistemas de armas diferentes.
- Ataques a instalaciones e infraestructuras civiles y militares portuarias o costeras hasta 400 km de la costa.
- Operaciones antiterroristas especialmente en barcos y rescate de rehenes.
- Infiltración y estadías prolongadas en territorio hostil para misiones de reconocimiento o de objetivos navales de largo alcance.

Los asaltantes visten una boina verde y proceden en gran parte de las filas de la Brigada de Infantería de Marina San Marco de la Armada.

### Grupo de buzos operativos

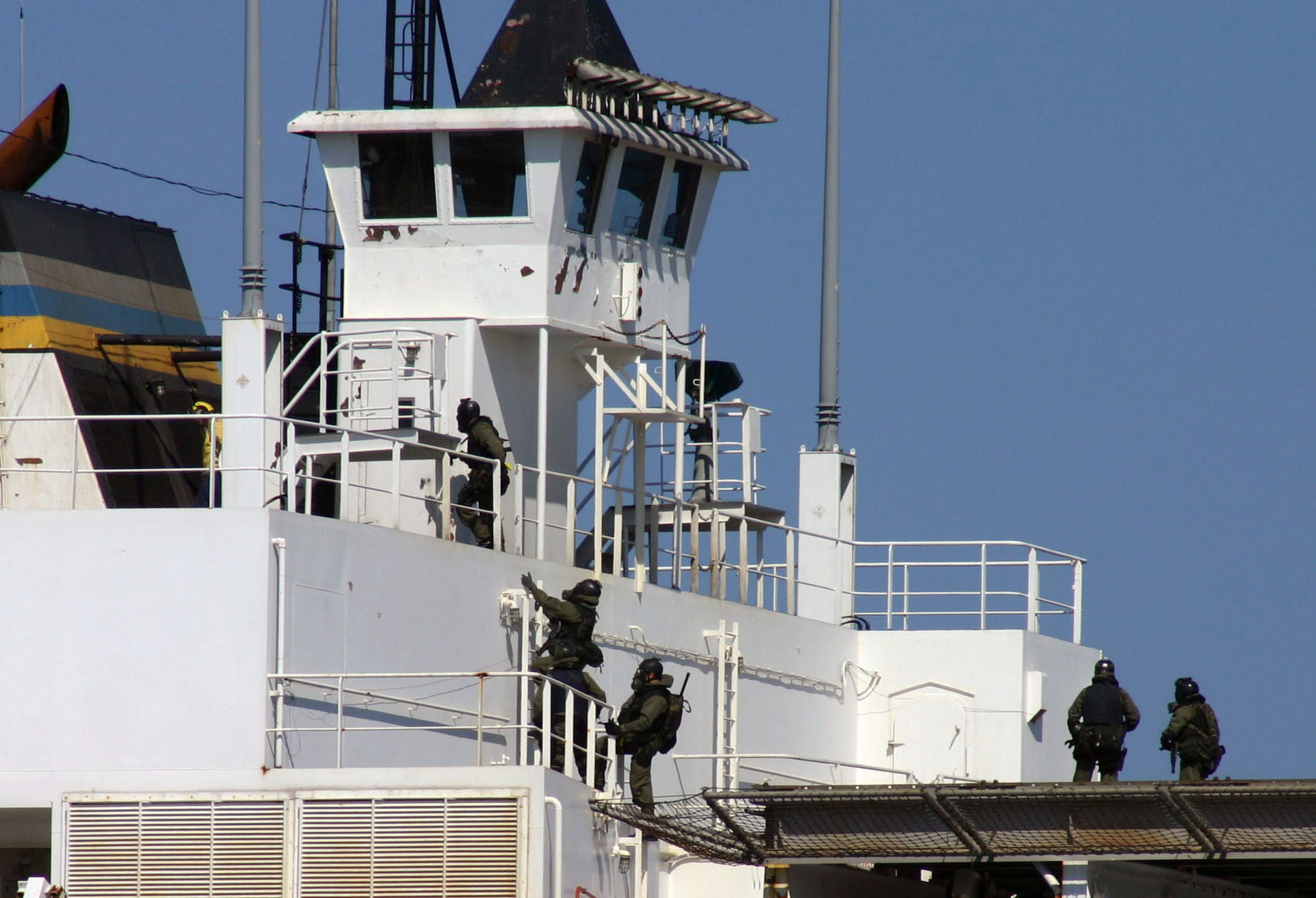
Comandos COMSUBIN entrenando en el Eugene A. Obregon (T-AK 3006) durante el ejercicio Clever Sentinel en 2004.

El Grupo Operativo de Buzos (Gruppo Operativo Subacquei - GOS) se especializa en el buceo con aire a 60 m, oxígeno a 12 m, nitrox a 54 m, heliox a 150 my a 300 m con un minisubmarino o traje especial. Después de la Segunda Guerra Mundial, la unidad de recursos humanos desminó los puertos del norte de Italia devastados por años de guerra y llenos de minas magnéticas y municiones a bordo de barcos hundidos. Lograron la tarea en 1949, permitiendo que la economía de Italia volviera a encarrilarse con relativa rapidez. Desde la Segunda Guerra Mundial, han realizado operaciones de eliminación de minas y eliminación de municiones sin detonar en todo el mundo, especialmente en el Golfo Pérsico, la ex Yugoslavia y Albania. El destacamento de buzos opera desde los dragaminas de la marina. También se especializan en rescatar al personal de los barcos y submarinos afectados y ayudan a las autoridades civiles en las operaciones de rescate marítimo. Los buzos usan una boina azul mediana.

### Grupo naval especial
El Grupo Naval Especial (Gruppo Navale Speciale - COMGRUPNAVIN) apoya y mueve a los asaltantes y buzos, con la ayuda de cinco barcos:
- Buques de apoyo de buceo clase Marino: "Mario Marino" y "Alcide Pedretti"
- Lanchas patrulleras de alta velocidad de clase Cabrini: "Angelo Cabrini" y "Tullio Tedeschi"
- Buque de rescate submarino "Anteo" con un vehículo de rescate de inmersión profunda SRV-300

### Grupo de Escuelas
El Grupo de Escuelas (Gruppo Scuole) está formado por la Escuela de Buzos, la Escuela de Asaltantes y la Escuela de Medicina Subacuática e Hiperbárica.

## Capacidad operativa
COMSUBIN es ante todo una unidad secreta de operaciones especiales. Su membresía es un secreto bien guardado.
Las unidades están compuestas por oficiales voluntarios y suboficiales con una edad promedio de 29 que son capaces de:
- natación en superficie y bajo el agua
- uso de unidades navales
- asalto a unidades navales estacionarias y en movimiento
- despliegue desde helicópteros a través de diversos medios.
- movimiento durante el día y la noche en terreno desconocido y rocoso
- despliegue desde submarinos mientras está bajo el agua y en la superficie
- uso de paracaídas automático y comandado
- uso de armas, explosivos y armas especiales
- capacidad de residir en territorio hostil desconocido durante largo tiempo
- uso de varios vehículos terrestres

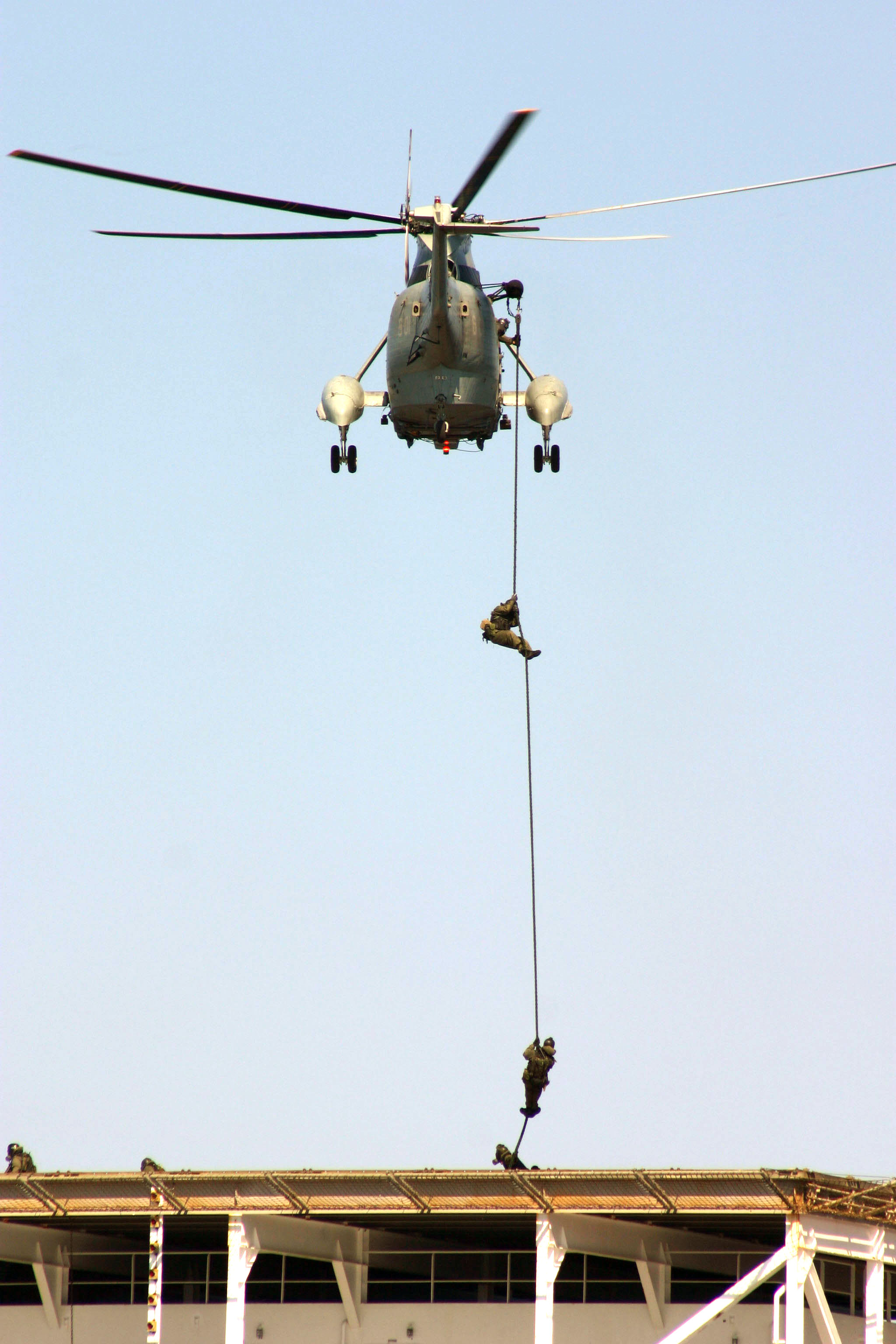
Ejercicio de asalto a un barco en alta mar

Una vez que un miembro ha pasado las pruebas de acceso, puede tomar una serie de especializaciones que incluyen:
- paracaidista de caída libre (HALO / HAHO)
- guía de montaña
- analista de fotografía aérea
- eliminación de artefactos explosivos
- director de lanzamiento
- instructor de Tropa Militar de Montaña
- fotógrafo naval y submarino

Los ex asaltantees de COMSUBIN pueden unirse a otras ramas de la unidad de élite para continuar sirviendo a la Armada o pueden unirse a otras partes del ejército como instructores. Los operadores superiores pueden transferirse a la Agencia de Inteligencia Militar italiana "AISE" junto con sus otras contrapartes del Ejército, la Fuerza Aérea y Carabinieri.

## Despliegue en el extranjero
Los COMSUBIN se han desplegado en los siguientes teatros:
- Mar Adriático, inspeccionando buques de la marina mercante debido al embargo de la ONU contra las ex repúblicas yugoslavas.
- Albania, principalmente para escoltar y patrullar misiones.
- Líbano, principalmente para escoltar y patrullar misiones.
- Golfo Pérsico, inspeccionando buques de la marina mercante debido al embargo de la ONU contra Irán.
- Ruanda, evacuando a los occidentales de los puestos de avanzada misioneros durante la guerra civil de 1994-95.
- Somalia, principalmente para escoltar y patrullar misiones.
- Afganistán, en apoyo de la ISAF.
- Irak, en apoyo de la misión Antica Babilonia (el contingente italiano de la fuerza multinacional)
- Libia

## Equipo
La unidad tiene una variedad de armamento y equipo.

### Cuchillo
- Extrema Ratio GOI.

### Pistolas
- Glock 17
- Beretta APX
- HK USP
- Glock 41
- Beretta 92 FS
- HK P11

### Subfusiles

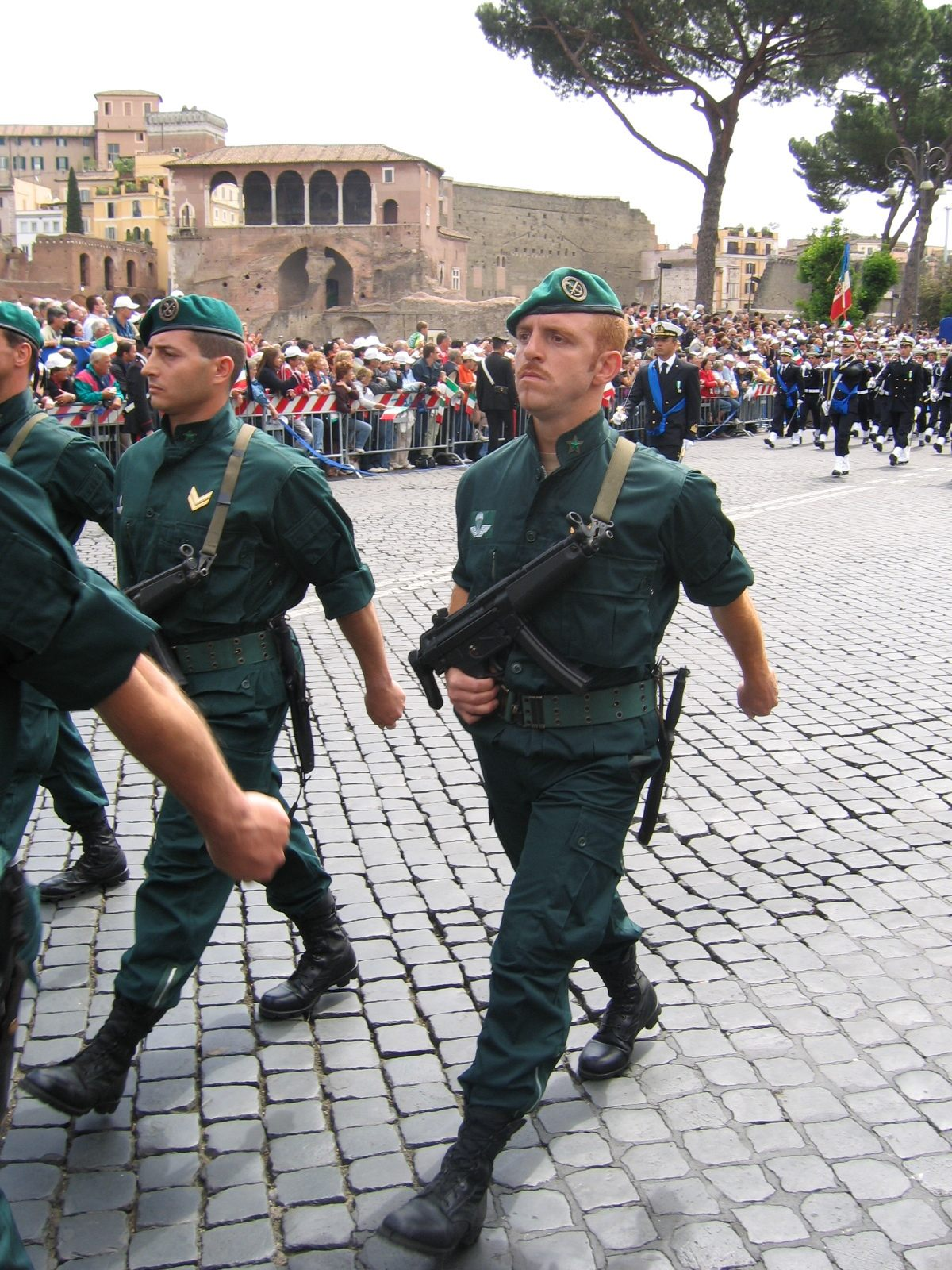
Miembro de la unidad desfilando en Roma con subfusil MP5

- Beretta M12
- Espectro M4
- H&K MP5
- FN P90
- H&K MP7

### Rifles de asalto
- Beretta ARX160 A2 / A3
- Colt M4
- H&K HK416
- HK G41, fabricado con licencia por Luigi Franchi SpA.
- HK 417
- SIG MCX
- FN SCAR-L
- FN SCAR-H
- Heckler y Koch G36

### Escopetas
- Benelli M4 Super 90
- Beretta RS202
- Benelli M3

### Rifles de francotirador
- 7,62x51 mm SR-25
- Accuracy International Arctic Warfare 7,62x51 mm
- Accuracy International AX50 8,60x70 mm
- Barrett M107 de 12,7 x 99 mm
- Accuracy International AW5012,7x99 mm
- Heckler & Koch MSG-90 7,62x51 mm
- Sako TRG-42 8,60x70mm

### Lanzagranadas
- Lanzagranadas M203
- Heckler y Koch AG36 40x53mm
- Beretta GLX 160

### Ametralladoras y lanzagranadas automático
- FN Minimi MK 48/46
- M60E3
- MG42 / 59
- Browning M2
- H&K GMW

### Lanzacohetes
- M-72 ASMC-RC 66 mm
- C90-CR (M3) 90 mm
- Spike SR 170 mm